# 1536.
◄ | 15. stoljeće | 16. stoljeće | 17. stoljeće | ►
◄ | 1500-ih | 1510-ih | 1520-ih | 1530-ih | 1540-ih | 1550-ih | 1560-ih | ►
◄◄ | ◄ | 1533. | 1534. | 1535. | 1536. | 1537. | 1538. | 1539. | ► | ►►
Arhitektura • Astronomija • Glazba • Kazalište • Kiparstvo • Knjige • Književnost • Kršćanstvo • Medicina • Politika • Pravo • Promet • Slikarstvo • Znanost

## Događaji
- 2. veljače – utemeljen Buenos Aires
- Dovršena Katedrala sv. Jakova u Šibeniku
- Požun postaje glavni grad Ugarske

## Rođenja
- 24. veljače – Ippolito Aldobrandini, kasniji papa Klement VIII. († 1605.)
- Dinko Ranjina, dubrovački pjesnik († 1607.)

## Smrti
- 7. siječnja – Katarina Aragonska, prva supruga engleskog kralja Henrika VIII. (* 1485.)
- 15. ožujka – Ibrahim-paša Paržanin, veliki vezir Osmanskog Carstva (* 1493.)
- 12. srpnja – Erazmo Roterdamski, nizozemski humanist, književnik, filolog i filozof (* 1465.)
- 19. svibnja – Ana Boleyn, druga supruga engleskog kralja Henrika VIII. (* oko 1500.)
- 6. listopada – William Tyndale, engleski protestantski vjerski reformator (* 1503.)
- Jacques Lefèvre d'Étaples, francuski teolog, humanist i prevoditelj Biblije (* oko 1450.)
- Šimun Kožičić Benja, modruški biskup i osnivač glagoljske tiskare u Rijeci (* oko 1460.)

## Vanjske poveznice
|  | Zajednički poslužitelj ima još gradiva o temi 1536. |